# باراني كرد
باراني كرد هي قرية في مقاطعة نقدة، إيران. يقدر عدد سكانها بـ 247 نسمة بحسب إحصاء 2016.